# 강승식
강승식(姜昇植, 1995년 4월 16일 ~ )은 대한민국의 가수이다. 빅톤의 메인보컬, 리더이다. 빅톤의 멤버 한승우가 빠진 동안에는 임시 리더였으나, 한승우가 합류한 이후에도 리더를 맡는다고 하였다.

## 생애
2016년 8월 17일, 플랜에이 엔터테인먼트는 플랜에이 보이즈라고 알려진 보이그룹에 대한 리얼리티 쇼 《나와 일곱남자들의 이야기 미.칠.남》을 방영하는 동시에 소개할 것이라고 발표하였다. 같은 해 8월 30일, 엠넷에서 리얼리티 쇼가 방영되었다.
2016년 9월 1일, 멤버 임세준, 도한세와 플랜에이 보이즈라는 이름으로 허각과 듀엣곡 "#떨려"를 발표하였다.
2016년 11월 9일, 첫번째 미니앨범 <Voice To New World>의 더블 타이틀곡 'What Time Is It Now', '아무렇지 않은 척'으로 정식 데뷔하였다.
2017년 3월 2일, 두번째 미니앨범 <READY>의 타이틀곡 'EYEZ EYEZ'로 활동하였다. 2017년 8월 24일, 세번째 미니앨범 <IDENTITY>의 타이틀곡 '말도 안돼'로 활동하였다. 2017년 11월 9일, 데뷔 1주년 기념으로 네번째 미니앨범 <From.VICTON>의 타이틀곡 '나를 기억해'로 활동하였다.
2018년 5월 23일, 첫번째 싱글앨범 <오월애 (俉月哀)>의 타이틀곡 '오월애 (俉月哀)'로 활동하였다.
2019년 7월 20일에 방송된 PRODUCE X 101 파이널에서 한승우는 3등으로 뽑혀 4개월 동안 엑스원의 리더로 활동했었다. 2019년 9월 22일 2번째 팬미팅을 개최하며(2018.11.17-18 첫번째 팬미팅 - welcome to wonderland 개최) 처음으로 6인 체제로 활동했으며, 한승우가 잠시 빠진 동안 팀의 리더를 맡았다.
2020년 1월 4일, 5일 이틀에 걸쳐서 단독콘서트 'New world'를 개최하였다.
2020년 3월 9일 여섯 번째 미니앨범 'Continuous' 로 컴백하였다
2020년 3월 17일 더쇼에서 하울링으로 1위하였다.

## 음반 외 활동

### 예능
- MBC 《미스터리 음악쇼 복면가왕》- 가왕 너의 노래는 이제 다이! 다이어리 (참가자)

### 라디오
- SBS 파워FM 《이국주의 영스트리트》
- SBS 파워FM 《박소현의 러브게임》
- KBS Cool FM 《정은지의 가요광장》